# 秋智乡
秋智乡，是中华人民共和国青海省玉树藏族自治州曲麻莱县下辖的一个乡镇级行政单位。

## 行政区划
秋智乡下辖以下地区：
布甫牧委会、加巧牧委会和格麻牧委会。